# Washington Open 1982
Il Washington Open 1982, noto anche come Sovran Bank Classic per motivi di sponsorizzazione, è stato un torneo di tennis giocato sulla terra verde. È stata la 14ª edizione del torneo e faceva parte del Volvo Grand Prix 1982. Si è giocato al William H.G. FitzGerald Tennis Center di Washington negli Stati Uniti dal 19 al 25 luglio 1982.

## Campioni

### Singolare maschile
Ivan Lendl ha battuto in finale  Jimmy Arias con il punteggio di 6–3, 6–3.

### Doppio maschile
Raúl Ramírez /  Van Winitsky hanno battuto in finale  Hans Gildemeister /  Andrés Gómez con il punteggio di 7–5, 7–6.